# Узгодження імпедансів

Схема імпедансів джерела сигналу і навантаження

В радіотехніці узгодження імпедансів – це вирівнювання імпедансу джерела та імпедансу навантаження для максимізації передачі потужності або мінімізації відбиття сигналу. Наприклад, узгодження імпедансу зазвичай використовується для покращення передачі потужності від радіопередавача через з'єднувальну лінію передачі до антени. Сигнали по лінії передачі передаватимуться без відбиття, якщо лінія передачі закінчується узгодженим імпедансом.
Методи узгодження імпедансу включають трансформатори, регульовані резистивні кола, ємності та індуктивності або правильно підібрані лінії передачі. Практичні пристрої узгодження імпедансу, як правило, забезпечують найкращі результати у визначеній смузі частот.
Концепція узгодження імпедансу широко поширена в радіотехніці, але має значення і для інших застосувань, в яких енергія, не обов'язково електрична, передається між джерелом і навантаженням, наприклад, в акустиці або оптиці.